# Ефанемер
„Ефанемер“ (на френски: Aephanemer) е френска музикална група, изпълняваща мелодичен дет метъл със силно симфоничен уклон.
Групата е сформирана в град Тулуза, провинция Окситания през 2013 г. Фен базата на групата се оформя около 2014 г.

## Музикален стил
Музиката на „Ефанемер“ е категоризирана като мелодичен дет метъл. Според сайта Metal1.info „симфоничният мелодичен дет метъл на французите е очевидно скандинавски“, което се потвърждава и от самата група в интервюто. Мартен Амиш заявява, че е дошъл в музиката предимно от групи като „Чилдрън ъф Бодъм“, „Ин Флеймс“ и Амон Амарт.
В рецензия на дебютния албум Memento Mori на powermetal.de рецензентът потвърждава „силния дебют“ на групата в „мело дет сектора“, като дори описва първата песен като „мело дет чудовище“ с най-добри рифове и страхотни мелодии. В ревюто на втория албум Prokopton на уебсайта Sounds From Apocalypse типичният звук на „Ефанемер“ се характеризира като „изключително мелодичен и постоянен риф, добра ритъм партия и непрекъснато подобряващи се вокали на Марион Баскоул“.
Текстовете обикновено са на английски, отделни песни като Le Radeau de La Méduse, са на френски, където песента се основава на френско историческо събитие, а името идва от добре позната френска картина.

## Музиканти в групата
- Мартен Амиш, всички инструменти (2013 – 2015), водещи китари (от 2015)
- Микаел Боневиал, ударни (от 2015)
- Марион Баскоул, вокал, ритъм китари (от 2015)
- Луси Воайе Хюн, бас (от 2017)
- Антъни Делмас, вокал, бас (до 2016)

## Дискография
| Know Thyself          | 2014 | EP     |
| Memento Mori          | 2016 | албум  |
| Path of the Wolf      | 2017 | сингъл |
| Dissonance Withi      | 2019 | сингъл |
| Prokopton             | 2019 | албум  |
| A Dream of Wilderness | 2021 | албум  |